# Taiwo Olayemi Elufioye
Taiwo Olayemi Elufioye és una farmacòloga nigeriana i investigadora. Elufioye treballa com a professora al departament de farmacologia de la Universitat d'Ibadan.
Elufioye nasqué en una família instruïda en la que sa mare era una mestra i son pare era administrador d'una universitat. La seua família sencera, incloent els seus germans han anat a la universitat.
Elufioye fou premiada amb una beca per a investigació per la John D. and Catherine T. MacArthur Foundation per a investigar diverses plantes medicinals de Nigèria per a experimentar els seus compostos que podrien ser utilitzats per a lluitar contra les malalties neurodegeneratives.
El 2014, Elufioye fou una de les cinc dones que van guanyar el Premi de la Fundació Elsevier per a Dones Científiques de Carrera Primerenca als Països en Desenvolupament. Elufioye guanyà el premi pel seu treball sobre les propietats farmacològiques de les plantes nigerianes. La seua recerca se centra sobretot en components que podrien ser utilitzats per a combatre la malària, ferides, pèrdua de memòria, la lepra i el càncer. El Premi de la Fundació Elsevier inclou una donació de 5.000$ i un viatge amb tots els costos pagats a Chicago per a rebre el premi. Quan rebé el premi, el vicerrector de la Universitat d'Ibadan, Isaac Adewole, digué que les fites d'Elufioye "inspirarien altres dones en la ciència" i que ella és "un orgull per a Nigèria i el continent africà en conjunt".